# Kagoshima
Kagoshima (jap. 鹿児島市 Kagoshima-shi) – miasto w Japonii, ośrodek administracyjny prefektury Kagoshima, w południowej części wyspy Kiusiu, nad zatoką Kagoshima (Morze Wschodniochińskie). 

## Historia
1 kwietnia 1889 roku, wraz z wprowadzeniem nowego podziału administracyjnego, powstało miasto Kagoshima. Teren miasta był powiększany kilkukrotnie:
- 1 sierpnia 1934 roku powiększył się o tereny wiosek Nakakōriu, Nishitakeda i Yoshino,
- 1 października 1950 roku o wioski Higashisakurajima i Ishiki,
- 29 kwietnia 1967 roku o miasto Taniyama,
- 1 listopada 2004 roku o pięć miasteczek: Yoshida, Sakurajima, Matsumoto, Kōriyama oraz Kiire.

## Klimat
Według statystyk AMeDAS średnia roczna suma opadów wynosi 2265,7mm, średnia roczna temperatura wynosi 18,6 °C, a nasłonecznienie wynosi średnio 1935,6 godzin w roku (1981~2010).

## Populacja
Zmiany w populacji Kagoshimy w latach 1960–2015:

## Gospodarka
W mieście rozwinął się przemysł włókienniczy, spożywczy, chemiczny, porcelanowy oraz stoczniowy.

## Miasta partnerskie
- Włochy: Neapol
- Australia: Perth
- Stany Zjednoczone: Miami
- Chińska Republika Ludowa: Changsha